# Louis Jules Trochu
Louis Jules Trochu (Le Palais, Belle-Île-en-Mer, 12 de marzo de 1815 - Tours, 7 de octubre de 1896) fue un militar y político francés.

## Biografía

### Carrera militar
Educado en la Escuela Especial Militar de Saint-Cyr y en la Royal Staff Corps Demonstration School, sirvió como oficial en Argelia, participó en la Guerra de Crimea (1853-1856) y la segunda guerra de independencia italiana (1859) y logró alcanzar el rango de general en 1866. Inspector de Infantería, describió la falta de preparación de las tropas de su país en un libro, El ejército francés en 1867.

### Guerra franco-prusiana
El 17 de agosto de 1870, durante la Guerra franco-prusiana, fue designado como gobernador militar de París y comandante en jefe de las fuerzas para la defensa de la capital. El 1 de septiembre de ese año, se produjo la decisiva derrota en la batalla de Sedán y la capitulación y captura del emperador Napoleón III, lo que provocó que el Segundo Imperio llegara a su fin tras un levantamiento popular y Leon Gambetta, líder de la oposición republicana, proclamara la Tercera República.
Aquel mismo día, Trochu se convirtió en el presidente de un Gobierno de Defensa Nacional, teniendo que lidiar con una frágil coalición de republicanos moderados, socialistas y radicales marxistas cuyas opiniones sobre la continuidad de la guerra diferían entre sí tanto como sus consideraciones sobre la sociedad y la economía.
Antes de la rendición de París frente a los germanos, cedió al general Joseph Vinoy el cargo de gobernador de la capital francesa e hizo lo mismo como presidente provisional de Francia antes de la firma del armisticio francés frente a Alemania en febrero de 1871.

### Vida posterior y muerte
Fue elegido miembro de la Asamblea Nacional Francesa como representante de Morbihan, pero se retiró de la vida política en 1872 después de poco más de un año en el cargo. En 1873, finalizó su carrera castrense.